# Sabine Amsbeck-Dopheide

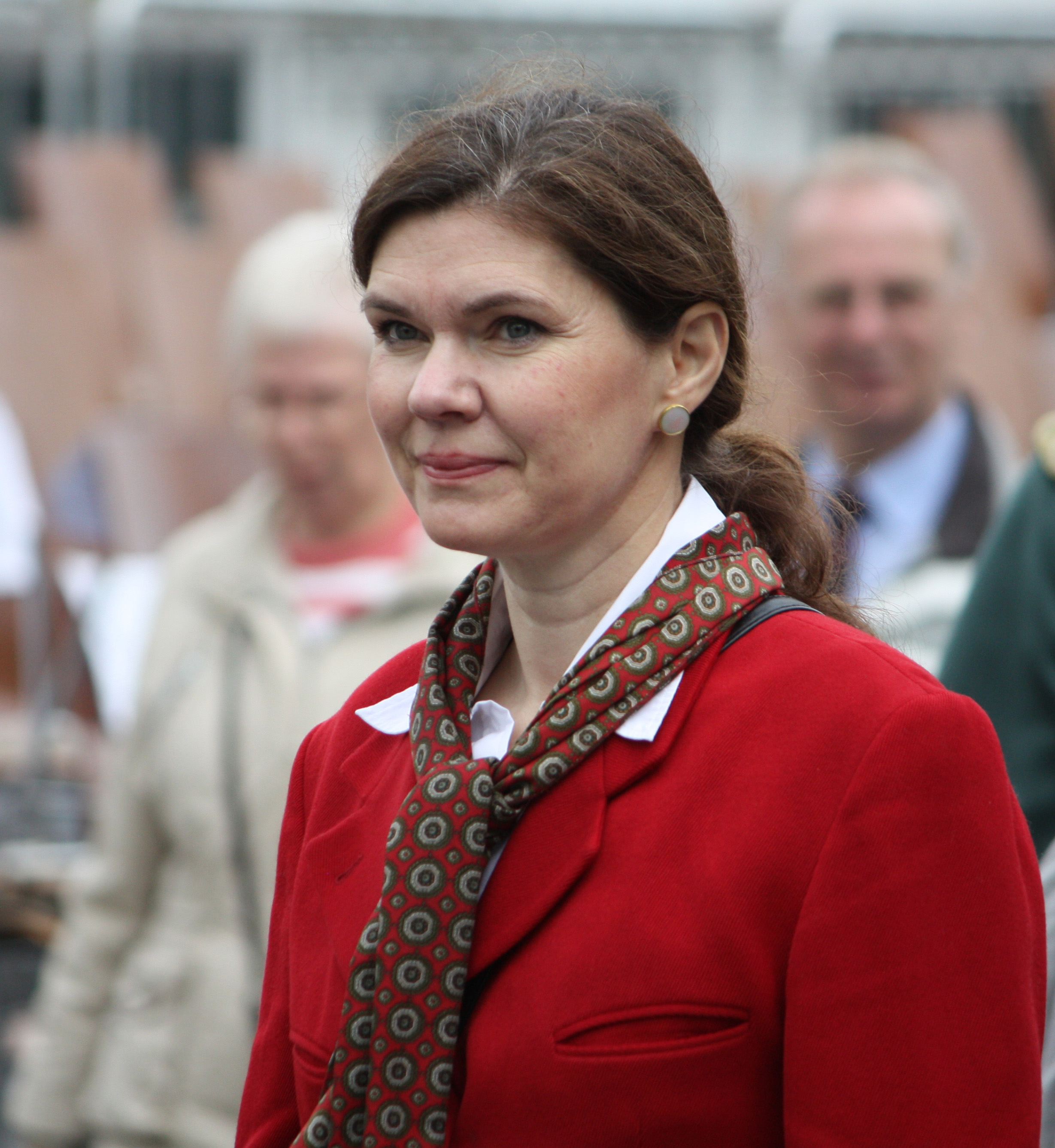
Sabine Amsbeck-Dopheide, 2011

Sabine Amsbeck-Dopheide (* 5. September 1959 in Harsewinkel) ist eine deutsche SPD-Politikerin und seit 2004 hauptamtliche Bürgermeisterin von Harsewinkel, Nordrhein-Westfalen.

## Leben
Sabine Amsbeck-Dopheide wuchs in Harsewinkel auf und besuchte die dortige Realschule. 1978 legte sie in Warendorf das Abitur ab. Sie studierte zunächst Kunst und Geschichte auf Lehramt, was sie mit der Geburt ihrer Kinder abbrach. 1992 begann sie ein Jura-Studium in Bielefeld und war nach dem zweiten Staatsexamen im Jahr 2000 als Rechtsanwältin in Steinhagen tätig. 2003 öffnete sie eine eigene Kanzlei in Harsewinkel; seit ihrem Amtsantritt als Bürgermeisterin 2004 ruht ihre Zulassung.

## Politik
1981 trat Sabine Amsbeck-Dopheide in die SPD ein. 1989 übernahm sie den Vorsitz des Ortsverbands Harsewinkel. 1992 zog sie erstmals in den Rat der Stadt Harsewinkel ein.
Im Jahr 2004 wurde sie für die SPD als Bürgermeisterkandidatin für Harsewinkel aufgestellt und konnte im ersten Wahlgang mit 34,88 % die zweitmeisten Stimmen der fünf Kandidaten auf sich vereinigen. In der Stichwahl erreichte sie 57,28 % der Stimmen und konnte sich damit gegen den Kandidaten der CDU durchsetzen. Zur Kommunalwahl 2009 stellte nur die CDU einen Gegenkandidaten auf, gegen den sich Amsbeck-Dopheide mit 70,84 % erneut durchsetzen konnte. 
Auf eigenen Wunsch stellte sich Amsbeck-Dopheide ein Jahr vor Ende der Legislaturperiode 2014 zur Wahl, dabei erreichte sie ohne Gegenkandidat 82,53 % der Stimmen.

## Privates
Amsbeck-Dopheide ist verwitwet und Mutter von drei Kindern.